# Кірпічніков Анатолій Миколайович
Анатолій Миколайович Кирпи́чников (рос. Анатолий Николаевич Кирпичников; 25 червня 1929, Санкт-Петербург — 16 жовтня 2020) — російський археолог, доктор історичних наук.

## Життєпис

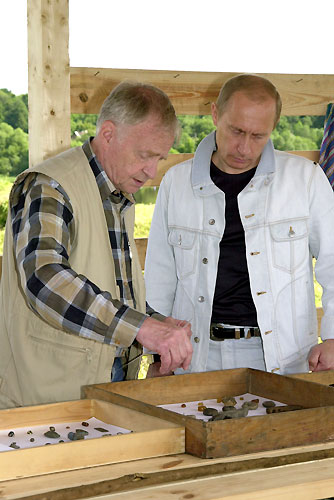
А. Кірпічніков і В. Путін на розкопках Старої Ладоги (17 липня 2004)

Закінчив Ленінградський університет у 1953 році. Після цього працював у Артилерійському історичному музеї. Від 1958 року є співробітником Інституту історії матеріальної культури РАН: у 1974—2005 роках — завідувач відділу слов'яно-фінської археології, від 2005 — головний науковий співробітник. Керівник Староладозької археологічної експедиції Інституту (від 1972). Доктор історичних наук (1975), заслужений діяч науки і техніки Російської Федерації (1991).
Основний напрям наукових досліджень — військова справа (зброя, оборонні споруди, фортеці) Київської Русі IX—XIII століть.
У 1966 р. стверджував, що зміг прочитати надпис кирилицею на одному з мечів Київської Русі. Таким чином начебто доводив існування власного виробництва зброї у Київській Русі. Згодом версія про наявність кириличного надпису на мечі була спростована — надпис виявився латиничним. Крім того Кірпічніков вирішив відкинути попередню інформацію про походження цього меча з околиць Києва. Натомість він приписав йому знаходження у селищі Хвощове, що на Полтавщині, сплутавши його зі згадкою скіфського парадного меча IV ст. до н. е. у описі каталогу Полтавського музею.
Брав участь у розкопках в Україні: у Переяславі (1949), поблизу села Білогородка Київської області (1952–53), поблизу Шепетівки у Хмельницькій області (1957–64).

## Основні праці
- Кирпичников А. Н. Древнерусское оружие. — Л.: Наука, 1966—1971.— Вып. 1—3. (Переизд.: М.: Альфарет, 2006.)
- Кирпичников А. Н., Хлопин И. Н. Великая государева крепость. — Л.: Художник РСФСР., 1972. (Переиздание: М.: Альфарет, 2006.)
- Кирпичников А. Н., Савков В. М. Крепость «Орешек». — Лениздат, 1972. — 100 с. — 50000 прим.
- Кирпичников А. Н. Снаряжение всадника и верхового коня на Руси IX—XIII вв. — Л.: Наука, 1973. — 140 с. (Переизд.: М.: Альфарет, 2006.)
- Кирпичников А. Н. Военное дело на Руси в XIII—XV вв. — Л.: Наука, 1976. — 104 с.
- Кирпичников А. Н., Савков В. М. Крепость Орешек: Историко-архитектурный очерк. — 2-е изд. — Лениздат, 1979. — 120 с. — 50000 прим.
- Кирпичников А. Н. Древний Орешек. Историко-археологические очерки о городе-крепости в истоке Невы. — Л.: Наука, 1980. — 4400 экз.
- Кирпичников А. Н. Куликовская битва. — 1980. — 124 с. — 10000 прим.
- Кирпичников А. Н. Каменные крепости Новгородской земли. — Л.: Наука, 1984. — 276 с. — 3600 экз. (Переиздание: М.: Альфарет, 2006.)
- Кирпичников А. Н. Россия XVII века в рисунках и описаниях голландского путешественника Николааса Витсена. — Славия, 1995. — 208 с. — ISBN 5-88654-009-1. (см. Витсен, Николаас)
- Кирпичников А. Н. Раннесредневековые золочёные шлемы. Новые находки и наблюдения. — ИПК «Вести», 2009. — 68 с.